# Beinn Bhrotain
Der Beinn Bhrotain ist ein 1.157 m (3.796 ft) hoher, als Munro und Marilyn eingestufter Berg in Schottland. Sein gälischer Namen kann in etwa mit Berg der Dogge oder Berg des Mastiffs übersetzt werden. Das weitläufige Massiv des Beinn Bhrotain liegt in der Council Area Aberdeenshire im Südwesten der zentralen Cairngorms etwa 20 Kilometer westlich von Braemar und gut 25 Kilometer südöstlich von Aviemore.
In den zentralen Cairngorms liegt der Beinn Bhrotain etwas südlich der Gruppe der höchsten Erhebungen rund um den Ben Macdui und den Braeriach. Er ist ein komplex aufgebauter Berg mit mehreren Graten und zugeordneten Neben- und Vorgipfeln. Der höchste Punkt liegt im Nordwesten des Massivs. Nach Osten und Nordosten wird der Beinn Bhrotain vom Glen Dee, dem Tal des Dee, begrenzt, nach Norden durch das Glen Geusachan, ein Seitental des Glen Dee. Nach diesen Seiten fällt das Massiv steil mit felsdurchsetzten Flanken ab. Dagegen besitzt der Beinn Bhrotain nach Westen und Süden flacher abfallende, vorwiegend aus Moos- und Heideflächen bestehende Hänge mit einzelnen Graten, die allmählich in flacheres Moorland übergehen. Begrenzt wird der Berg nach Süden durch das Glen Geldie, ein weiteres Seitental des Glen Dee. Im Nordwesten ist der Beinn Bhrotain durch einen 975 Meter hohen Sattel mit dem benachbarten, 1113 Meter hohen Monadh Mòr verbunden, der ebenfalls als Munro ausgewiesen ist. Östlich des Hauptgipfels liegen zwei weitere, namenlose Vorgipfel, die 1108 und 1020 Meter hoch sind, daran schließt sich der ins Deetal abfallende Nordostgrat an. 
Südöstlich vorgelagert liegt der als Munro-Top eingeordnete Càrn Cloich-mhuilinn. Bis 1981 war der 942 Meter hohe Gipfel als eigenständiger Munro klassifiziert, wurde dann aber vom Scottish Mountaineering Club (SMC), der die Liste der Munros führt, mangels ausreichender Eigenständigkeit zu einem Munro-Top herabgestuft. Der Càrn Cloich-mhuilinn ist dafür bekannt, dass er einer von zwei Munros aus seiner originalen Liste war, der von Hugh Munro nicht bestiegen wurde. Munro hatte ihn sich als letzten zu besteigenden Munro aufgehoben, konnte dies aber vor seinem Tod nicht mehr realisieren.

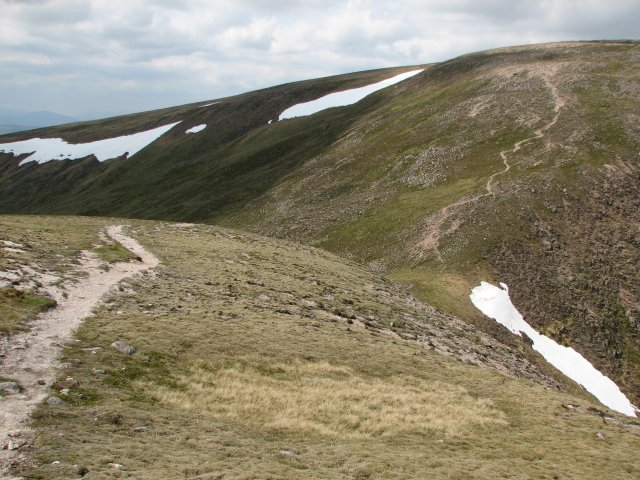
Der Sattel zwischen dem Beinn Bhrotain und dem Monadh Mòr
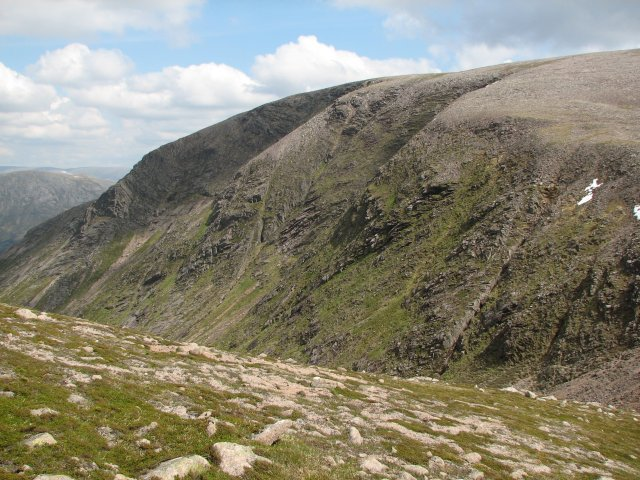
Blick aus dem Sattel auf die felsdurchsetzte steile Nordseite des Beinn Bhrotain
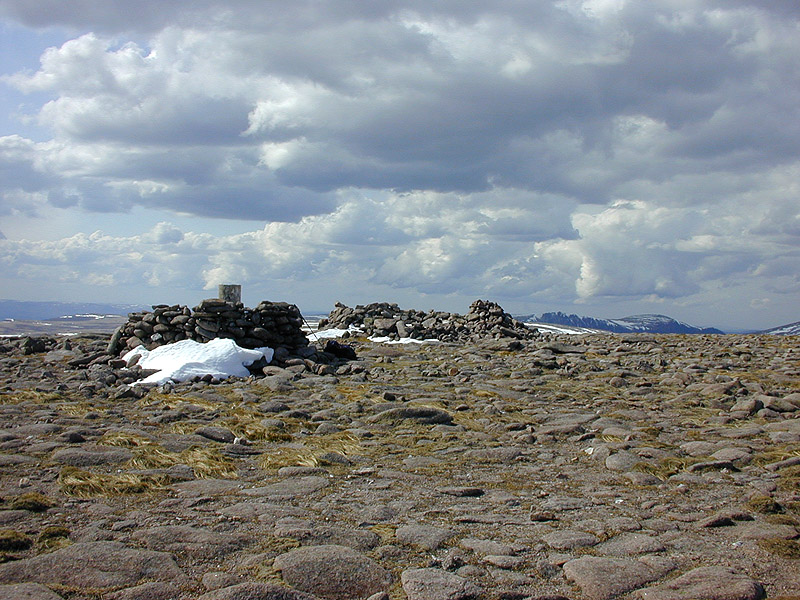
Die beiden Gipfelcairns des Beinn Bhrotain, im Hintergrund der nördlich gelegene Sgòr Gaoith
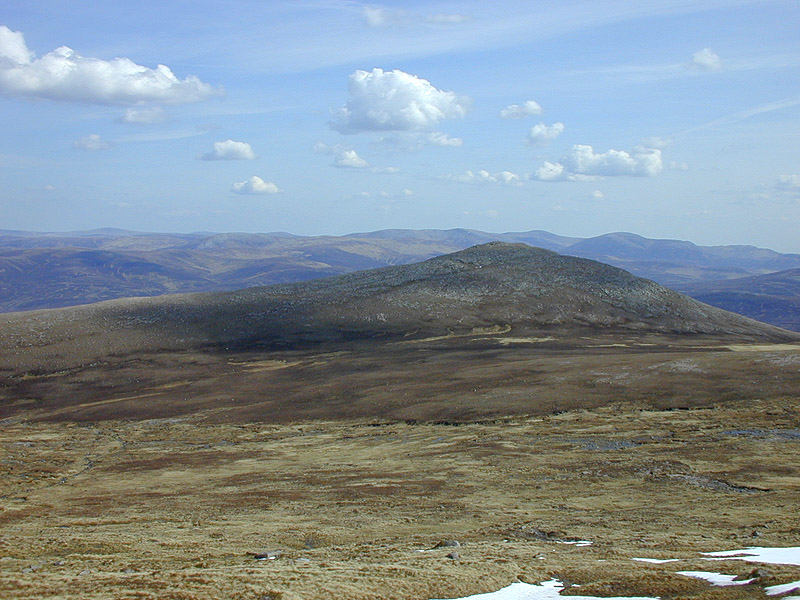
Blick vom Gipfel des Beinn Bhrotain nach Südosten zum Càrn Cloich-mhuilinn

Durch seine Lage inmitten der unbesiedelten Berglandschaft der Cairngorms weitab öffentlicher Straßen erfordern alle Besteigungen des Beinn Bhrotain lange Anmärsche. Erreicht werden kann der Berg sowohl von Südosten aus dem Glen Dee als auch von Nordwesten aus dem Glen Feshie. Ausgangspunkt aus dem Glen Dee ist das Ende der Fahrstraße bei den Linn of Dee westlich von Braemar, der Zustieg führt entlang des Dee bis zum Südostgrat des Càrn Cloich-mhuilinn. Über diesen und den Sattel zwischen beiden Gipfeln kann der Hauptgipfel des Beinn Bhrotain erreicht werden. Aus dem Glen Feshie führt der Zustieg über den benachbarten Monadh Mòr, was Munro-Baggern das Einsammeln zweier Gipfel ermöglicht.